# 自由と直接民主主義のヨーロッパ
自由と直接民主主義のヨーロッパ（じゆうとちょくせつみんしゅしゅぎのヨーロッパ）は、かつて存在した欧州懐疑派の欧州議会の極右政治会派。

## 沿革
2014年欧州議会議員選挙後、前身の欧州議会会派である自由と民主主義のヨーロッパにイタリアの五つ星運動などが加わって結成された。代表にはイギリス独立党のナイジェル・ファラージと五つ星運動のダビド・ボレッリが就いた。
2019年欧州議会議員選挙では、加入が見込まれたブレグジット党や五つ星運動、ドイツのための選択肢などが合わせて54議席を得たが、7か国以上（加盟国の4分の1以上）から選出された議員の参加が必要という条件を満たすことができず、会派の結成には至らなかった。
ドイツのための選択肢は、新会派のアイデンティティと民主主義に参加し、ブレグジット党、五つ星運動は、無所属となった。

## 参加政党・議員
以下は2014年の第8回欧州議会の時点の参加政党・議員である。
| 国           | 政党                 | 議員数 |
| ------------ | -------------------- | ------ |
| チェコ       | 自由と直接民主主義   | 1      |
| フランス     | 無所属               | 1      |
| ドイツ       | ドイツのための選択肢 | 1      |
| イタリア     | 五つ星運動           | 15     |
| リトアニア   | 秩序と正義           | 1      |
| ポーランド   | KORWiN               | 1      |
| スウェーデン | スウェーデン民主党   | 2      |
| イギリス     | イギリス独立党       | 20     |